# ウェブベルマーク
ウェブベルマークは、食品やファッションをはじめコスメ・家電・インテリアなど、旅行予約やサロン・ゴルフ場予約など様々なジャンルのショップにウェブベルマークサイトから訪問する新しいベルマーク運動。ユーザーは商品購入・サービス利用に応じて利用金額の最大5.5%のベルマークポイントを受け取ることができ、貯まったポイントは1ポイント1円として使える「ベルマーク預金口座」に自動加算される。従来のベルマーク点数と合わせて学校の教育備品などを購入することができる。2011年の東日本大震災の被災校を支援することを目的に、ベルマーク教育助成財団、朝日新聞社、博報堂、博報堂DYメディアパートナーズ、タグボートの5社で一般社団法人ウェブベルマーク協会を設立し、2013年に始まった。

## 概要
インターネットショップの利用の前にサイトを経由すると、ネットショッピングの広告費の一部がベルマーク点数に換算される。従来型のベルマークと異なり、商品についているマークを切り取り集める必要がなく、ウェブベルマークサイトを経由して各ショップの商品やサービスを利用するだけで、自己負担なく支援金を生み出せる。この手法はアフィリエイト手法を応用したものである。

## 沿革
- 2011年
  - 4月12日 - 株式会社博報堂の伊藤一枝と今宿裕昭[6]が、誰でも簡単に参加ができ長く続けられる東北支援活動として、ベルマーク活用の構想をスタート。
  - 5月11日 - プロジェクトチームに株式会社タグボート２の加藤建吾も加わり、小島敏郎理事長の紹介で、朝日新聞社の宮田謙一（のちにベルマーク教育助成財団の常務理事）と構想実現に向けて打ち合わせをはじめる。
- 2013年
  - 8月1日 - 一般社団法人ウェブベルマーク協会が設立される[7]。
  - 9月17日 - ウェブベルマーク運動がスタート[8]。
- 2015年12月7日 - ユーザーが生み出したベルマークを送る学校を指定できる学校指定機能がスタート[8]。
- 2018年9月11日 - 利用可能ショップを120店に拡大[9]。
- 2021年3月11日 - サイト名称とロゴマークがリニューアルされた[8]。

## 参加方法
利用ショップで決済した際に発生するベルマークを、各ユーザーの指定学校へ自動加算するために、個別IDでのログインが必要となる。そのため、初回利用時に、メールアドレス・パスワード・自動加算学校の指定などの項目を入力して、IDの登録が必要となる。
なお、登録をせずに利用する場合、発生するベルマークはすべて東日本大震災によって被災した、岩手・宮城・福島の小・中学校への支援金として活用される。

## 利用できるショップ
旅行カテゴリー
- 楽天トラベル
- エクスペディア
- Relux（リラックス）
- エアトリ
- クラブツーリズム ★バス旅行★
- クラブツーリズム ★国内旅行★
- クラブツーリズム ★海外旅行★
- るるぶトラベル
- じゃらんパック
- JTB 国内旅行・ツアー予約
- JTB 海外旅行・海外ツアー予約
- スカイチケット
- 阪急交通社（国内海外ツアー・宿泊）
- 近畿日本ツーリスト
- Surprice（サプライス）
- Hotels.com
- じゃらんレンタカー
- じゃらん
- Yahoo!トラベル
- ジャルパック 海外ツアー
- ジャルパック 国内ツアー
- 日本旅行
- アゴダ
- IHG・ANAホテルズ
- 一休.com
- JTB：海外航空券・海外ホテル・海外現地ツアー
- ニッポンレンタカー
- マイナビトラベル

総合通販・百貨店カテゴリー
- イオンショップ
- 日本直販
- ディノス
- セシール
- 西武・そごうのeデパート
- ベルメゾンネット
- 楽天市場
- Wowma!（ワウマ）
- 高島屋オンラインストア
- アスクル
- イトーヨーカドーネット通販
- Yahoo!ショッピング
- LOHACO
- ニッセン
- 大丸松坂屋オンラインショッピング
- イトーヨーカドーネットスーパー
- アイリスオーヤマ公式通販

学校関係者限定カテゴリー
- スマートスクール
- ウチダス

美容・健康・コスメカテゴリー
- 大正製薬ダイレクト
- 楽天ビューティ
- ヨヤクスリ
- ワタシプラス
- DHCオンラインショップ
- ファンケルオンライン
- ドクターシーラボ
- フラコラドットコム
- コスメデネット
- ホットペッパービューティ
- ザ・ボディショップ
- 爽快ドラッグ
- イヴ・サンローラン
- シュウ ウエムラ

本・CD・DVDカテゴリー
- セブンネット
- 楽天ブックス
- TSUTAYA オンライン
- honto
- Renta!
- eBookJapan
- タワーレコードオンライン
- BookLive!
- 紀伊國屋書店
- BOOK☆WALKER

家電・パソコン・カメラカテゴリー
- デル
- ノジマオンライン
- レノボ
- ワイモバイル
- ドコモオンラインショップ
- カメラのキタムラ
- パソコン通販のドスパラ
- PC専門店【TSUKUMO】
- ヤマダ電機
- GMOとくとくBB
- サンワダイレクト
- パナソニックストア
- So-net（ソネット）/NURO光

ファッションカテゴリー
- レナウン
- ワールド
- GLADD
- アイルミネ
- 集英社 FLAGSHOP
- NYオンライン
- ザ・スーツカンパニー

グルメカテゴリー
- らでぃっしゅぼーや
- 楽天デリバリー
- 食べログ
- ベルーナグルメ
- 一休.com
- ぐるなび
- OZmall（オズモール）

ベビー・キッズ・おもちゃカテゴリー
- たまひよSHOP
- タカラトミーモール
- トイザらス・ベビーザらス
- アカチャンホンポ
- ナルミヤオンライン

ライフサポートカテゴリー
- 楽天ブロードバンド
- 朝日新聞 購読お申し込み
- Hulu（フールー）
- ふるなび
- タウンワーク
- ケイコとマナブ
- リクナビ派遣
- ラクスル
- スカパー!

会員登録・資料請求カテゴリー
- 楽天カード
- 楽天レシピ
- 楽天インサイト
- メルカリ
- イトーヨーカドーネットスーパー
- Yahoo!プレミアム

趣味・スポーツカテゴリー
- 楽天GORA
- ゴルフダイジェスト・オンライン
- じゃらん 遊び・体験予約
- じゃらんゴルフ

インテリア・生活用品・ペットカテゴリー
- ロフトネットストア
- テレビ朝日通販

オークションカテゴリー
- ヤフオク！

フラワー・ギフトカテゴリー
- シャディ ギフトモール

通信教育カテゴリー
- Z会 通信教育
- 進研ゼミ・こどもちゃれんじ